# Richard Baer
Richard Baer (Floß, 9 september 1911 - Frankfurt am Main, 17 juni 1963) was een nazi-Duits officier met de rang van SS-Sturmbannführer (majoor). Hij was commandant van het concentratiekamp Auschwitz I van mei 1944 tot februari 1945. Daarvoor was hij in andere concentratiekampen werkzaam. Hij was lid van de NSDAP (lidnr. 454991) en de SS (nr. 44225).
Aan het einde van de Tweede Wereldoorlog vluchtte Baer naar Hamburg, waar hij onder de naam Karl Neumann verbleef. In 1960 werd hij aldaar opgespoord en op 20 december gearresteerd, waarna hij in 1963 op 51-jarige leeftijd in de gevangenis overleed.

## Militaire loopbaan
- SS-Unterscharführer: 1937[1]
- SS-Untersturmführer: 11 september 1938
- SS-Obersturmführer: 9 november 1940
- SS-Sturmbannführer: 21 juni 1944[1][2]

## Decoraties
- IJzeren Kruis 1939, 1e en 2e klasse[3]
- Storminsigne van de Infanterie[3]
- Ehrenwinkel der Alten Kämpfer[3]
- SS-Ehrenring[2]
- Ehrendegen des Reichsführers-SS[2]
- Kruis voor Oorlogsverdienste, 2e Klasse met Zwaarden[2]
- Storminsigne van de Infanterie[4]